# Josef Heiler
Josef Heiler (* 7. Juni 1920 in Elendskirchen; † 15. Januar 2009 ebenda) war ein deutscher Politiker (CSU) und Landwirt. Ab 1975 war er als Mitglied des Landtags in Bayern tätig.
Heiler besuchte die Volks-, Landwirtschafts- und Waldbauernschule und leistete Kriegsdienst im Zweiten Weltkrieg. 1950 übernahm er den elterlichen Hof in Elendskirchen.
Heiler war Gemeinderat und 2. Bürgermeister von Höhenrain, Kreisrat und Fraktionsvorsitzender der CSU im Kreistag Bad Aibling und Bezirksrat in Oberbayern. 1964 wurde er Kreisvorsitzender der CSU im Landkreis Bad Aibling, 1972 Mitglied im Kreistag Rosenheim, bis 1975 war er dort gewählter stellvertretender Landrat. Von 1974 bis 1990 war er im Stimmkreis Rosenheim-West direkt gewähltes Mitglied des Bayerischen Landtags.